# Затуливітер Галина Андріївна
Гали́на Андрі́ївна Затуливі́тер — українська тренерка з веслування, заслужена тренерка України.

## З життєпису
Серед вихованців — Ралчева Марія Пеньївна та Кошман Михайло Володимирович.
Станом на 2021 рік — тренерка-викладачка спеціалізованої дитячо-юнацької школи олімпійського резерву з веслування на байдарках і каное, місто Миколаїв.